# Стоян Бичваров
Бичваров Стоян — (*25 липня 1878 — †6 січня 1949) — болгарський актор, режисер і театральний діяч, народний артист Болгарської Республіки (з 1947).
Поставив «Мати-наймичку» І. Тогобочного за поемою Тараса Шевченка «Наймичка» (у перекладі болгарською мовою П. Скопакова та І. Комарницького; «Вільний театр», Софія, 1919; «Пробуда», 1921, та «Громадський театр», 1922, Варна).

## Галерея

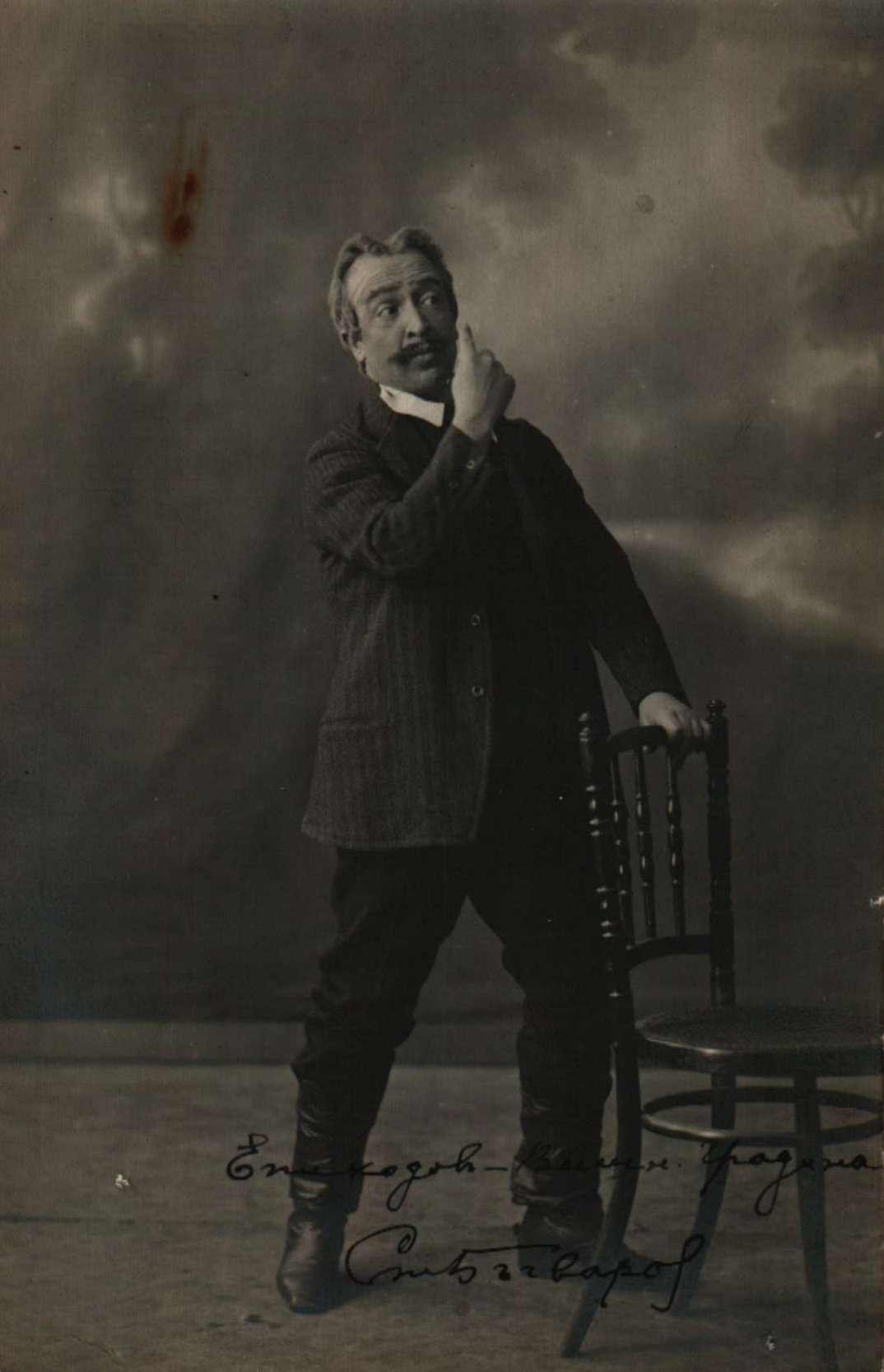
У ролі Епіходова в п’єсі «Вишневий сад» Антона Чехова.
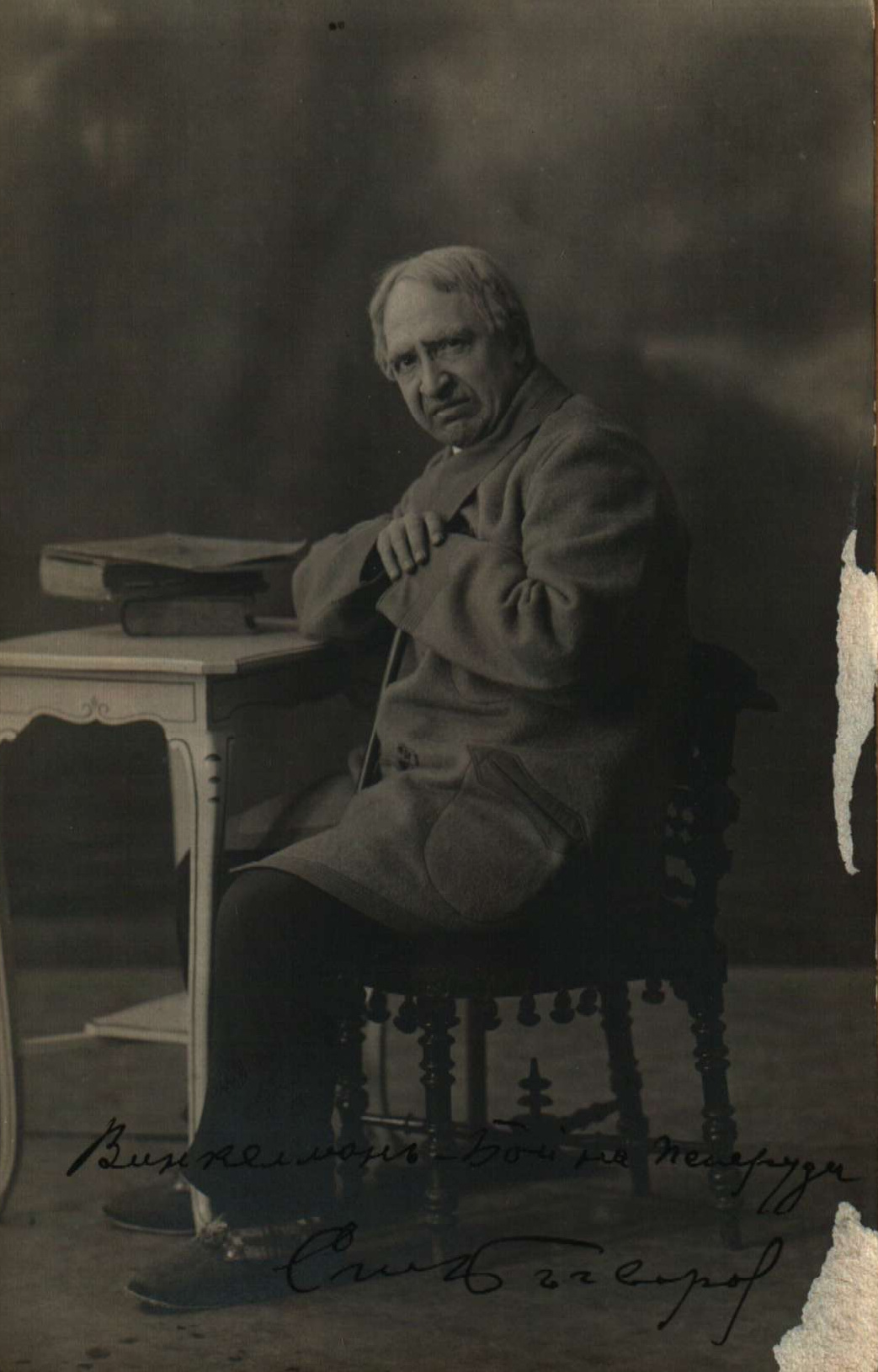
У ролі Вінкелмона в п’єсі «Бій метеликів» Германа Зудермана.
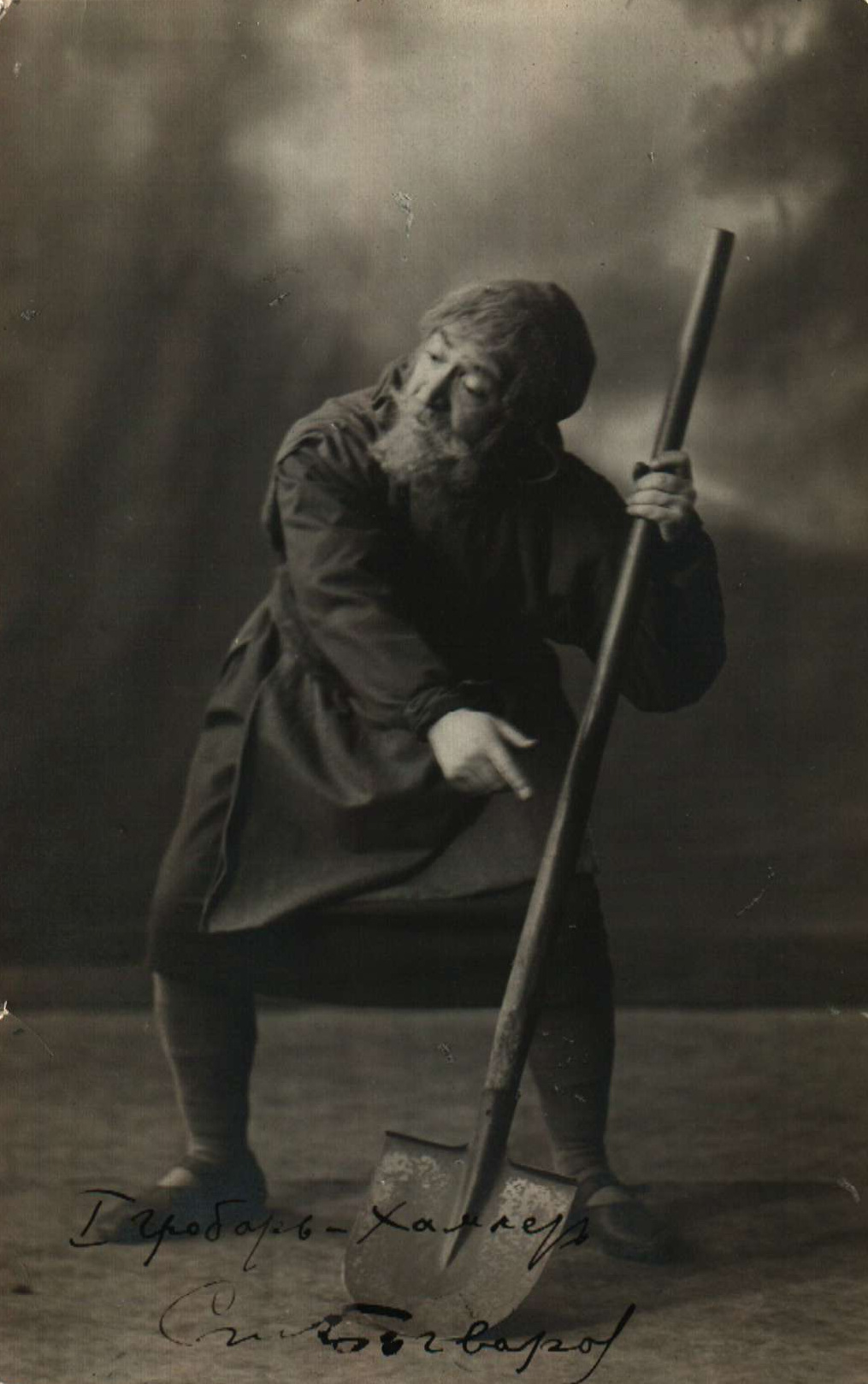
У ролі першого могильщика в п’єсі «Гамлет» Вільяма Шекспіра.